# Missão Espacial Completa Brasileira
A Missão Espacial Completa Brasileira (MECB), foi o primeiro programa espacial integrado de grande porte definido e implementado no Programa espacial brasileiro.

## Histórico
Os estudos para um programa espacial brasileiro de grande porte tiveram início em 1978, conduzidos pela Comissão Brasileira de Atividades Espaciais (COBAE), vinculada ao Estado-Maior das Forças Armadas (EMFA). Foram apresentados no 2o Seminário de Atividades Espaciais, realizado em 1979, e aprovados pela Presidência da República em 1980.

## Objetivos
Os objetivos desse programa eram ambiciosos, envolvendo metas para as áreas de veículos lançadores, satélites, qualificação da industria nacional assim como um novo centro de lançamento.
Mais especificamente, estas eram as metas:
- O planejamento e construção de um campo de lançamento de foguetes em área remota, de forma a tornar-se o local brasileiro para lançamento de satélites
- O desenvolvimento e construção de um veículo capaz de orbitar satélites (VLS – Veículo Lançador de Satélites)
- O desenvolvimento e construção de dois Satélites de Coleta de Dados ambientais (SCD-1 e SCD-2) e dois para sensoriamento remoto (SSR-1 e SSR-2), todos sob responsabilidade do INPE.[2]